# ケモノプロジェクト
ケモノプロジェクトは、サイバーコネクトツーのプロジェクト。

## 概要
『テイルコンチェルト』や『Solatorobo それからCODAへ』の開発、『ソラトロボ ファンブック』の制作・販売をしているサイバーコネクトツーが『テイルコンチェルト』『Solatorobo それからCODAへ』『ソラトロボファンブック』の続編を望む声と共にもっとケモノキャラクターを見たがるファンの声に答えるべく発足したプロジェクト。

## 書籍
「THE KEMONO BOOK」シリーズ
ケモノプロジェクトの本の一つ。
「ケモノマガジン」シリーズ
ケモノプロジェクトの本の一つ。
「別冊ケモノマガジン」シリーズ
ケモノプロジェクトの本の一つ。

## マスコットキャラクター
シーニャ
『ケモノマガジン』の象徴ともなるマスコットキャラクター。巫女服のような恰好をしており頭の左上に2の形の物を付けている。明るく元気な性格。『戦国パズル!!あにまる大合戦』にコラボキャラとして登場した。
もくじくん
柴犬の少年。スポーツが大好き。敬語で話す礼儀正しい性格。『ケモノマガジン』のPR隊長にして名（迷?）案内役。『戦国パズル!!あにまる大合戦』の10周年記念のコラボキャラとしてシーニャとともに登場。